# Ángel Casán Marcos
Ángel Casán Marcos es el presidente del Consejo de Directores de la Universidad Regiomontana (U-ERRE) a partir de mayo de 2012 y Rector de la misma Universidad desde julio de 2012. Fue elegido para este cargo luego de un cambio de accionistas y de consejeros de la institución. Es Actuario de la Universidad Anáhuac. Anteriormente se desempeñó como Vicepresidente Sénior de Recursos Humanos y Asuntos Corporativos en el Grupo industrial Alfa.

## Formación y trayectoria profesional
Nacido en 1955 en Torreón, Coahuila, Casán es actuario egresado de la Universidad Anáhuac. Durante más de 30 años, ocupó cargos directivos en Grupo Alfa y lideró empresas globales en asociación con firmas como DuPont, BASEL, Akzo y Teijin . También ha participado activamente en organizaciones empresariales como COPARMEX, CONCAMIN, CAINTRA y el Consejo Coordinador Empresarial.

## Liderazgo en U-ERRE
Desde su llegada a U-ERRE, ha impulsado una transformación educativa centrada en un modelo innovador que promueve el aprendizaje activo, la colaboración multidisciplinaria y el desarrollo de habilidades transferibles. Este modelo busca formar ciudadanos comprometidos con la sociedad y preparados para enfrentar los retos del siglo XXI.

## Reconocimientos
El 16 de mayo de 2012, el embajador de España, Manuel Alabart entregó la cruz de oficial de la Orden de Isabel la Católica, que tiene como objetivo reconocer los méritos excepcionales y los servicios prestados a favor de la amistad y cooperación de España con el resto del Mundo.